# Famille Pernoud
La famille Pernoud est une famille française, dont plusieurs membres se sont fait connaître comme journalistes ou écrivains.

## Descendance de Jean Pernoud
- Jean Joseph Pernoud (Saint-Julien-en-Genevois le 19 août 1866, Annecy le 25 janvier 1938), greffier à Château-Chinon (Nièvre). Il épouse Marie Augustine Nelly Fournier le 17 avril 1901 à Annecy.
  - Jean Pernoud (Château-Chinon le 8 août 1906, Saint-Cannat le 14 février 1990), journaliste, rédacteur en chef de La Vigie marocaine. Il épouse Raymonde Denise Iehl (1906-1997), française pied-noire d’ascendance alsacienne.
    - Georges Pernoud (1947-2021), journaliste de télévision français, créateur de Thalassa, le « magazine de la mer », en 1975.

  - Régine Pernoud (1909-1998), historienne.
  - Georges Pernoud (1914-1976), rédacteur en chef de Paris Match. Il épouse Laurence Secretan (1918-2009) connue sous le nom de Laurence Pernoud, auteure d'ouvrages sur la maternité et l'éducation.